# Биг Тикит Лејк Естејтс (Тексас)
Биг Тикит Лејк Естејтс (енгл. Big Thicket Lake Estates) насељено је место без административног статуса у америчкој савезној држави Тексас.

## Демографија
По попису из 2010. године број становника је 742.
| Група             | 2000.    | 2010.       |
| Белци             | 0 (0,0%) | 660 (88,9%) |
| Афроамериканци    | 0 (0,0%) | 1 (0,1%)    |
| Азијати           | 0 (0,0%) | 4 (0,5%)    |
| Хиспаноамериканци | 0 (0,0%) | 55 (7,4%)   |
| Укупно            | 0        | 742         |